# Lambula castanea
Lambula castanea är en fjärilsart som beskrevs av Rothschild 1912. Lambula castanea ingår i släktet Lambula och familjen björnspinnare. Inga underarter finns listade i Catalogue of Life.